# Look for the Light
«Look for the Light» es una canción escrita por Daniel Moore e interpretada por el músico estadounidense de country B. W. Stevenson. Fue publicada en marzo de 1974 como el sencillo principal de su cuarto álbum de estudio, Calabasas.

## Recepción de la crítica
Un escritor no especificado de la revista Cash Box declaró: “La tierna calidad de la balada, acentuada por voces fuertes, tanto principales como en el coro, debería ser un tema de gran éxito con un fuerte apoyo pop y MOR”. Un escritor no especificado de la revista Billboard escribió: “Stevenson utiliza un tema positivo y esperanzador en la letra para crear un puente entre él y sus oyentes. Utiliza un enfoque vocal más lento y suave, aunque fuerte, aumentado por un coro casi religioso. Un sonido diferente al que hemos escuchado de él”.

## Lista de canciones
- 7-inch single – APB0-0242[3]

1. «Look for the Light» (Daniel Moore) – 3:09
2. «Song for Katy» (B. W. Stevenson) – 2:49

## Posicionamiento
| Gráfica (1974)                          | Pico de posición |
| --------------------------------------- | ---------------- |
| Estados Unidos (Cash Box Looking Ahead) | 111              |